# Китобойный промысел в Исландии

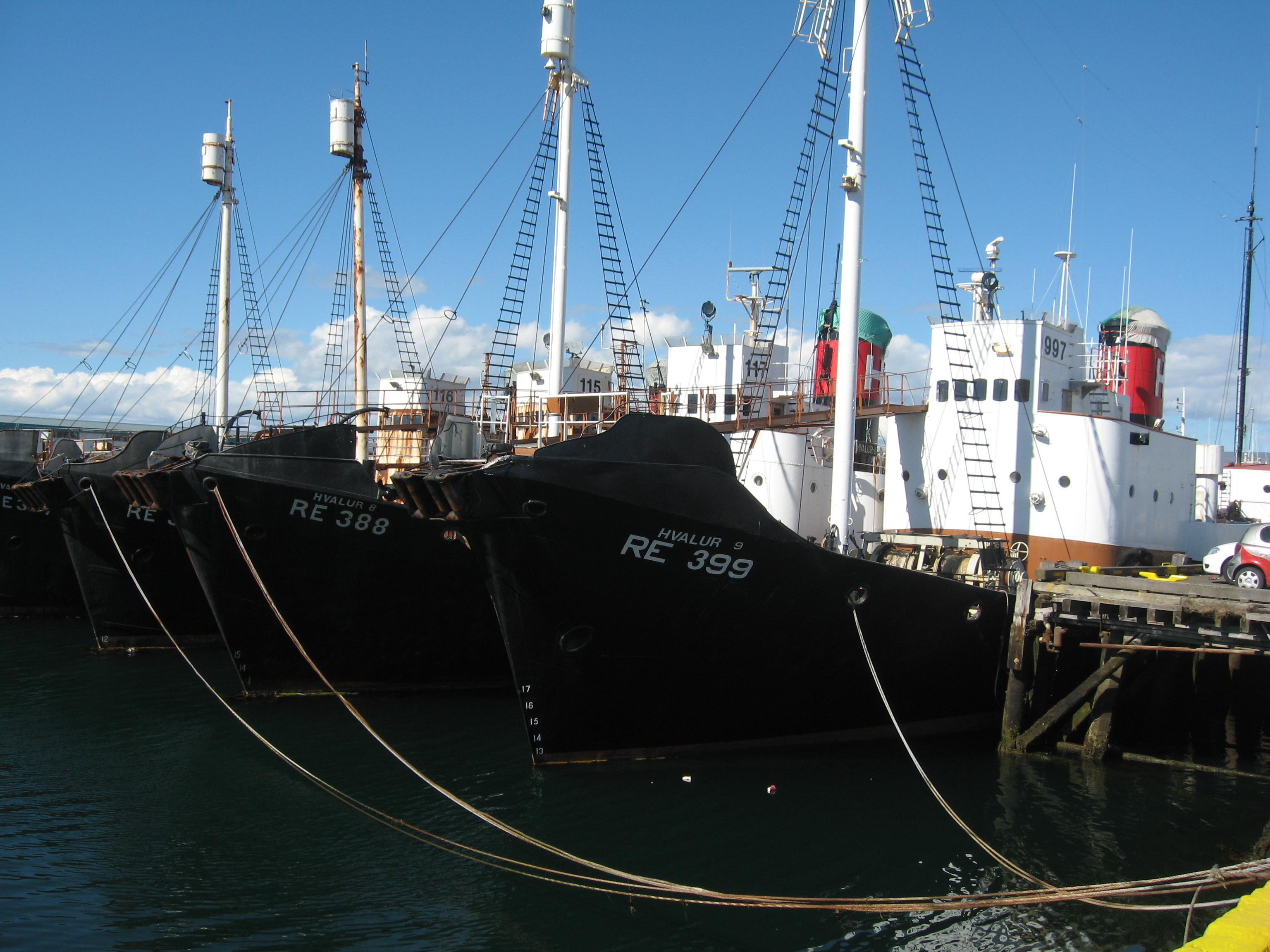
Исландские китобои в гавани Рейкьявика

Китобойный промысел в водах Исландии ведётся по меньшей мере с XVII века — с этого времени источники фиксируют местную активность баскских китобоев. Со второй половины XIX века объёмы добычи усилиями китобоев США и Норвегии начинают увеличиваться. До 1915 года было добыто около 17 тысяч китов, и в связи с уменьшением их численности был принят закон, ограничивающий китобойный промысел. Он действовал до 1928 года и считается первым в истории запретом на добычу китообразных. С 1935 года Исландия начала коммерческий китобойный промысел, развернув в Талкна-фьордe китобойную станцию, и в следующие полвека количество добытых китов составило около 20 тысяч. В настоящее время каждый год с коммерческими целями (в основном, для экспорта китового мяса в Японию) добывается некоторое количество финвалов и малых полосатиков, несмотря на мораторий на добычу, установленный Международной комиссией по промыслу китов в 1986 году.

## Промысел после принятия моратория
В 1986-89 и 2003-07 годах Исландия вела промысел в рамках особых разрешений, выдаваемых Международной комиссией ежегодно на определённое количество китов, добываемых в научных целях. С 2006 года возобновлена коммерческая добыча в рамках квоты, нарушившая тем не менее мораторий 1986 года.

| Год  | Финвал | Сейвал | Малый полосатик | Всего |
| ---- | ------ | ------ | --------------- | ----- |
| 1986 | 76     | 40     | 0               | 116   |
| 1987 | 80     | 20     | 0               | 100   |
| 1988 | 68     | 10     | 0               | 78    |
| 1989 | 68     | 0      | 0               | 68    |
| …    | 0      | 0      | 0               | 0     |
| 2003 | 0      | 0      | 37              | 37    |
| 2004 | 0      | 0      | 25              | 25    |
| 2005 | 0      | 0      | 39              | 39    |
| 2006 | 0      | 0      | 60              | 60    |
| 2007 | 0      | 0      | 39              | 39    |

| Год  | Финвал | Сейвал | Малый полосатик | Всего |
| ---- | ------ | ------ | --------------- | ----- |
| 2006 | 7      | 0      | 1               | 8     |
| 2007 | 0      | 0      | 6               | 6     |
| 2008 | 0      | 0      | 38              | 38    |
| 2009 | 125    | 0      | 81              | 206   |
| 2010 | 148    | 0      | 60              | 208   |
| 2011 | 0      | 0      | 58              | 58    |
| 2012 | 0      | 0      | 52              | 52    |
| 2013 | 134    | 0      | 35              | 169   |